# Marmari
Marmari (Marmárion) är en ort i Grekland. Den ligger i prefekturen Nomós Evvoías och regionen Grekiska fastlandet, i den sydöstra delen av landet, 50 km öster om huvudstaden Aten. Marmari ligger 7 meter över havet och antalet invånare är 1 013. Den ligger på ön Euboia.
Terrängen runt Marmari är huvudsakligen kuperad, men västerut är den platt. Havet är nära Marmárion västerut. Närmaste större samhälle är Kárystos, 9,2 km öster om Marmari.